# Champsecret
Champsecret est une commune française du Passais, située dans le département de l'Orne en région Normandie.

## Géographie

### Localisation
La commune se trouve dans la zone d'emploi de Flers et dans le bassin de vie de Domfront en Poiraie

### Communes limitrophes
Les communes limitrophes sont  Domfront en Poiraie, Dompierre, Juvigny Val d'Andaine, La Coulonche, La Ferrière-aux-Étangs, Les Monts d'Andaine, Perrou et Saint-Bômer-les-Forges.

### Géologie et relief
La superficie de la commune est de 44,68 km2 ; son altitude varie de 140  à   313 mètres. 

### Hydrographie

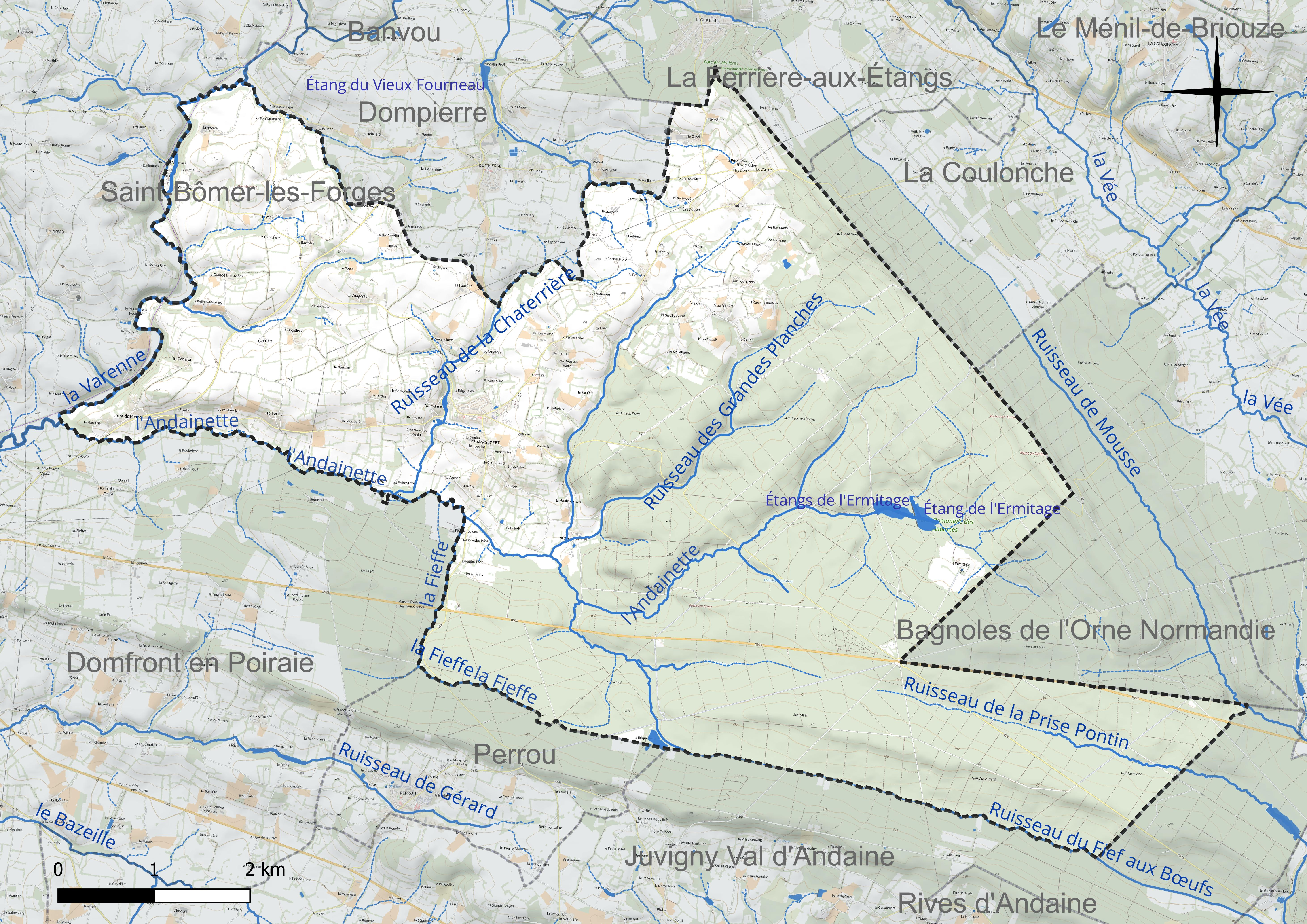
Réseau hydrographique de Champsecret.

La commune est située dans le bassin Loire-Bretagne. 
Elle est drainée par la Varenne, l'Andainette, le Mousse, la Prise Pontin, le fief au bœufs, le ruisseau des Grandes planches, la Chaterrière, le ruisseau de la Plousière, le ruisseau des Grandes planches, le ruisseau du Buisson des forges, le ruisseau du Gué de la chèvre et divers autres petits cours d'eau.
La Varenne, d'une longueur de 60 km, prend sa source dans la commune de Messei, à une altitude de 239 mètres, près du hameau de la Bédellerie, et se jette  dans la Mayenne à Ambrières-les-Vallées à une altitude de 94 mètres, après avoir traversé 17 communes. Les caractéristiques hydrologiques du Loison sont données par la station hydrologique située sur la commune de Domfront en Poiraie. Le débit moyen mensuel est de 2,85 m3/s. Le débit moyen journalier maximum est de 51,4 m3/s, atteint lors de la crue du 26 janvier 1995. Le débit instantané maximal est quant à lui de 73,9 m3/s, atteint le 25 octobre 1998.
L'Andainette, d'une longueur de 13 km, prend sa source dans la commune des Monts d'Andaine et se jette  dans la Varenne en limite de Domfront en Poiraie et de Champsecret, après avoir traversé trois communes.
Le Mousse, d'une longueur de 10 km, prend sa source dans la commune de La Ferrière-aux-Étangs et se jette  dans la Vée à Bagnoles de l'Orne Normandie, après avoir traversé six communes.
Deux plans d'eau complètent le réseau hydrographique : les étangs de l'Ermitage (4,96 ha) et l'étang de l'Ermitage (4,02 ha),.

### Climat
Pour des articles plus généraux, voir Climat de la Normandie et Climat de l'Orne.
En 2010, le climat de la commune est de type climat océanique franc, selon une étude du CNRS s'appuyant sur une série de données couvrant la période 1971-2000. En 2020, Météo-France publie une typologie des climats de la France métropolitaine dans laquelle la commune est exposée à un climat océanique et est dans la région climatique Normandie (Cotentin, Orne), caractérisée par une pluviométrie relativement élevée (850 mm/a) et un été frais (15,5 °C) et venté. Parallèlement le GIEC normand, un groupe régional d’experts sur le climat, différencie quant à lui, dans une étude de 2020, trois grands types de climats pour la région Normandie, nuancés à une échelle plus fine par les facteurs géographiques locaux. La commune est, selon ce zonage, exposée à un « climat contrasté des collines », correspondant au Bocage normand, bien arrosé, voire très arrosé sur les reliefs les plus exposés au flux d’ouest, et frais en raison de l’altitude.
Pour la période 1971-2000, la température annuelle moyenne est de 10,2 °C, avec une amplitude thermique annuelle de 13,4 °C. Le cumul annuel moyen de précipitations est de 922 mm, avec 13,5 jours de précipitations en janvier et 8 jours en juillet. Pour la période 1991-2020, la température moyenne annuelle observée sur la station météorologique la plus proche, située sur la commune de Briouze à 17 km à vol d'oiseau, est de 10,9 °C et le cumul annuel moyen de précipitations est de 920,5 mm,. Pour l'avenir, les paramètres climatiques de la commune estimés pour 2050 selon différents scénarios d’émission de gaz à effet de serre sont consultables sur un site dédié publié par Météo-France en novembre 2022.

## Urbanisme

### Typologie
Au 1er janvier 2024, Champsecret est catégorisée commune rurale à habitat dispersé, selon la nouvelle grille communale de densité à sept niveaux définie par l'Insee en 2022. 
Elle est située hors unité urbaine et hors attraction des villes,.

### Occupation des sols

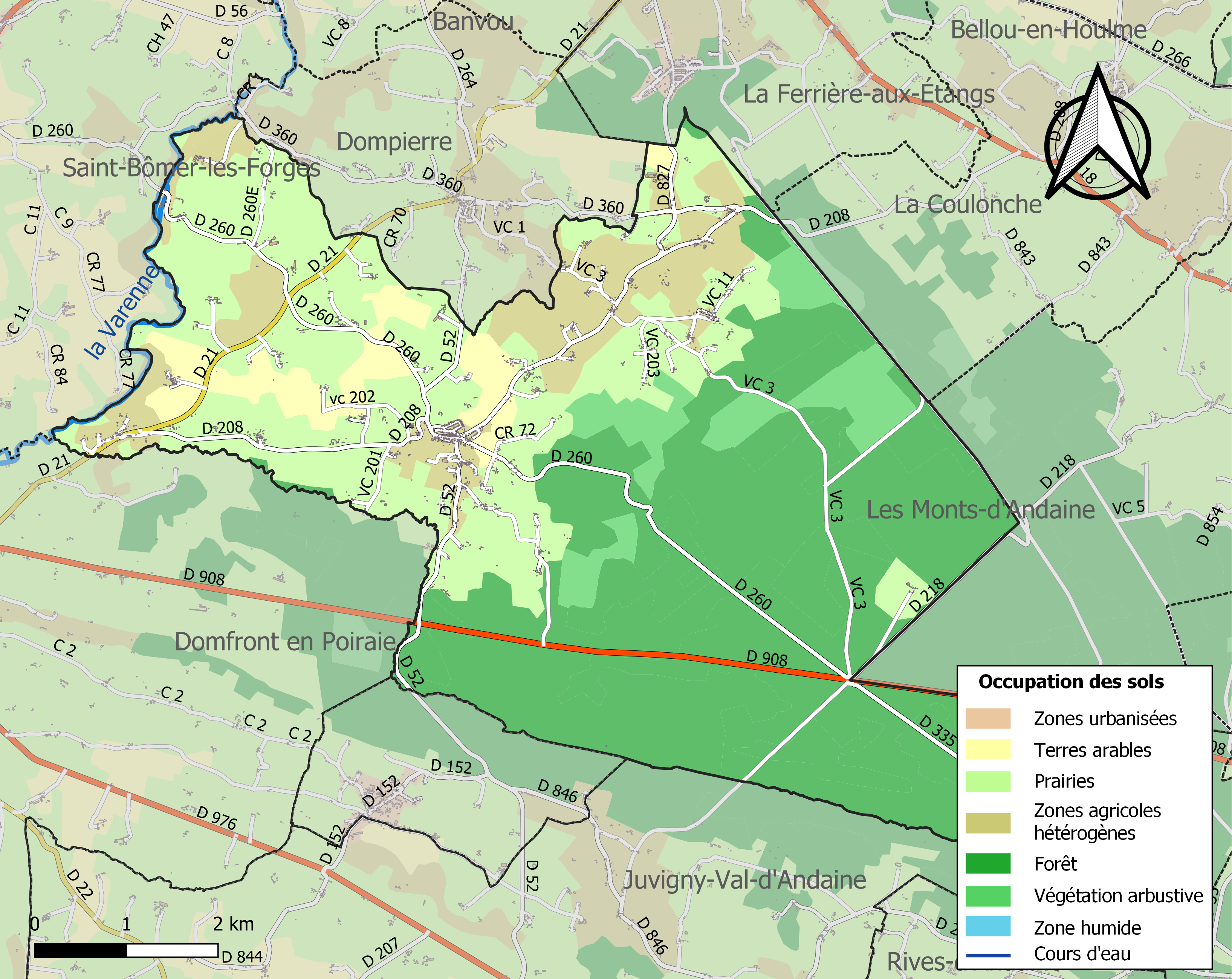
Carte des infrastructures et de l'occupation des sols de la commune en 2018 (CLC).

L'occupation des sols de la commune, telle qu'elle ressort de la base de données européenne d’occupation biophysique des sols Corine Land Cover (CLC), est marquée par l'importance des forêts et milieux semi-naturels (56,9 % en 2018), une proportion sensiblement équivalente à celle de 1990 (57,4 %). 
La répartition détaillée en 2018 est la suivante : forêts (51,3 %), prairies (27,3 %), zones agricoles hétérogènes (10,8 %), milieux à végétation arbustive et/ou herbacée (5,6 %), terres arables (5 %). 
L'évolution de l’occupation des sols de la commune et de ses infrastructures peut être observée sur les différentes représentations cartographiques du territoire : la carte de Cassini (XVIIIe siècle), la carte d'état-major (1820-1866) et les cartes ou photos aériennes de l'IGN pour la période actuelle (1950 à aujourd'hui).

### Habitat et logement
En 2021, le nombre total de logements dans la commune était de 611, alors qu'il était de 633 en 2016 et de 643 en 2011. 
Parmi ces logements, 71,4 % étaient des résidences principales, 14,6 % des résidences secondaires et 14 % des logements vacants. Ces logements étaient pour 96,1 % d'entre eux des maisons individuelles et pour 3,4 % des appartements. 
Le tableau ci-dessous présente la typologie des logements à Champsecret en 2021 en comparaison avec celle de l'Orne et de la France entière. Une caractéristique marquante du parc de logements est ainsi une proportion de résidences secondaires et logements occasionnels (14,6 %) supérieure à celle du département (10,6 %) et à celle de la France entière (9,7 %). 
| Typologie                                               | Champsecret | Orne | France entière |
| ------------------------------------------------------- | ----------- | ---- | -------------- |
| Résidences principales (en %)                           | 71,4        | 78,5 | 82,2           |
| Résidences secondaires et logements occasionnels (en %) | 14,6        | 10,6 | 9,7            |
| Logements vacants (en %)                                | 14          | 10,8 | 8,1            |

### Voies de communication et transports

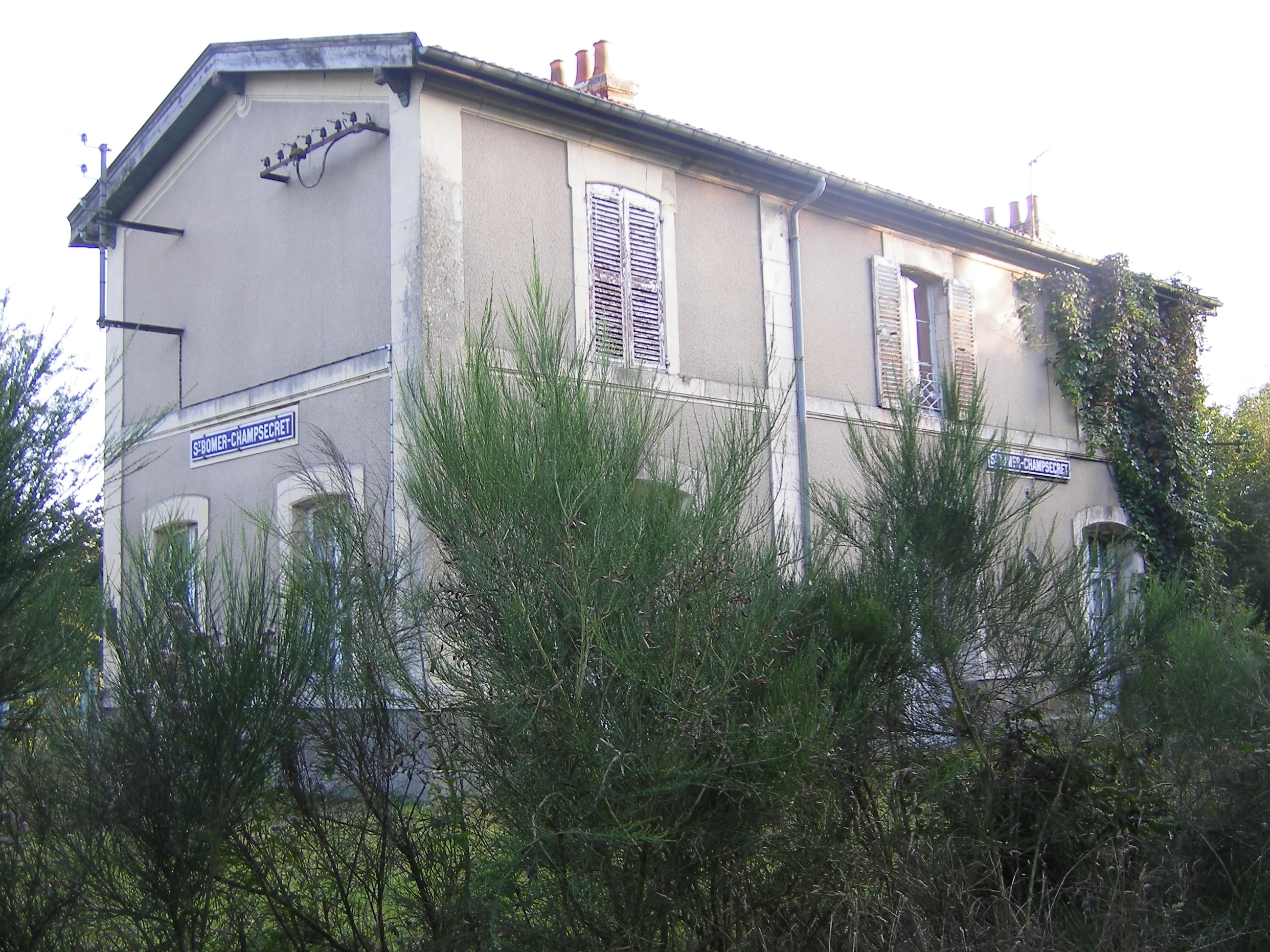
La gare de Saint-Bômer - Champsecret.

La commune est située sur l'ancienne ligne de chemin de fer de Caen à Laval.

## Toponymie
Le nom de la localité est attesté sous les formes Campo Sirigico et Campo Sigirico en 802, Campo Secreto en 1180, Champsegré en 1793, Champ-Segré en 1801.
« Certains auteurs ont été conduits à voir dans le second élément, malgré la forme étrangement adjective qu'il présente, le nom d'homme francique Sigiric, mais l'évolution phonétique de ce dernier, d'ailleurs assez bien attesté, aboutit normalement à Série, Siric. Malgré cette forme très ancienne, nous sommes portés, étant donné l'emplacement de cette localité presque encerclée par la forêt d'Andaine, à voir dans la finale de ce toponyme l'adjectif latin secretus, « isolé, séparé », type régulièrement attesté dans la suite et à rapprocher de Montsecret dans l'Orne et Campsegret en Dordogne ».

## Histoire

### Antiquité
Les cultivateurs de la commune ont trouvé des pièces de monnaie en or, de l'époque gallo-romaine.

## Politique et administration

### Rattachements administratifs et électoraux

#### Rattachements administratifs
La commune se trouve depuis 1926 dans l'arrondissement d'Alençon du département de l'Orne.  
Elle faisait partie depuis 1806 du canton de Domfront. Dans le cadre du redécoupage cantonal de 2014 en France, cette circonscription administrative territoriale a disparu, et le canton n'est plus qu'une circonscription électorale.

#### Rattachements électoraux
Pour les élections départementales, la commune fait partie depuis 2014 d'un nouveau canton de Domfront en Poiraie porté de 11 à quinze communes..
Pour l'élection des députés, elle fait partie de la première circonscription de l'Orne.

### Intercommunalité
Champsecret était membre de la petite  communauté de communes du Domfrontais, un établissement public de coopération intercommunale (EPCI) à fiscalité propre créé fin 1993 et auquel la commune avait transféré un certain nombre de ses compétences, dans les conditions déterminées par le code général des collectivités territoriales.
Dans le cadre des dispositions de la loi portant nouvelle organisation territoriale de la République du 7 août 2015, qui prévoit que les établissements publics de coopération intercommunale (EPCI) à fiscalité propre doivent avoir un minimum de 15 000 habitants, cette intercommunalité a fusionné avec la communauté de communes du canton de Tinchebray pour former, le 1er janvier 2017, la communauté  de communes dénommée Domfront Tinchebray Interco, dont est désormais membre la commune.

### Administration municipale
Compte tenu de la population de la commune, son conseil municipal est composé de quinze membres, dont le maire et ses adjoints.

### Liste des maires
| Période                                  | Période                       | Identité                             | Étiquette | Qualité                                                                                  |
| ---------------------------------------- | ----------------------------- | ------------------------------------ | --------- | ---------------------------------------------------------------------------------------- |
| Les données manquantes sont à compléter. |                               |                                      |           |                                                                                          |
|                                          |                               |                                      |           |                                                                                          |
| 1817                                     |                               | Charles François Belaie-Deslongchamp |           |                                                                                          |
|                                          |                               |                                      |           |                                                                                          |
| 1842                                     |                               | René Guillaume Guérin                |           |                                                                                          |
|                                          |                               |                                      |           |                                                                                          |
| 1863                                     |                               | Jacques Dumesnil                     |           |                                                                                          |
|                                          | 1868                          | M. Léandre                           |           | Officier de carrière Chevalier de la Légion d'Honneur Mort en fonction                   |
|                                          |                               |                                      |           |                                                                                          |
| 1878                                     |                               | Achille Louis Morin Pillière         |           |                                                                                          |
|                                          |                               |                                      |           |                                                                                          |
| 1902                                     |                               | Estel-Pierre Pesnel                  |           |                                                                                          |
|                                          |                               |                                      |           |                                                                                          |
| 1919                                     | décembre 1940                 | Paul Carlet                          |           | Médecin Chevalier de la légion d'honneur                                                 |
| décembre 1940                            | juillet 1941                  | Victor Cousin                        |           | Fondateur de la scierie Cousin-Chedeville                                                |
| juillet 1941                             | mai 1945                      | Benoît Rigaud,                       |           | Fabricant de camemberts Maire de Dompierre (1963 → 1971) Officier de la Légion d'honneur |
| mai 1945                                 | mars 1965                     | Henri Léveillé                       |           | Agriculteur                                                                              |
| mars 1965                                | février 1970                  | Roland Cousin                        |           | Exploitant agricole                                                                      |
| février 1970                             | mars 1977                     | M. Camille Corbière                  |           | Exploitant de scierie                                                                    |
| mars 1977,                               | mars 1985                     | Daniel Brichard                      |           | Pisciculteur Chevalier de l'Ordre national du Mérite                                     |
| avril 1985                               | mars 1989                     | Jeanine Rigaud                       |           | Gérante de fromagerie                                                                    |
| mars 1989                                | juin 1995                     | Francis Chapelière                   |           | Agriculteur                                                                              |
| juin 1995                                | mars 2008                     | Michel Rigault                       | UMP       | Employé d'imprimerie                                                                     |
| mars 2008                                | mars 2014                     | Chantal Jourdan                      | PS        | Psychologue Députée suppléante de Joaquim Pueyo (2007 → 2020)                            |
| mars 2014                                | juillet 2020                  | Gérard Desgrippes                    |           | Cadre dirigeant retraité de chez Renault                                                 |
| juillet 2020                             | En cours (au 10 février 2025) | Julien Corbière                      |           | Chauffeur                                                                                |

## Population et société

### Démographie
L'évolution du nombre d'habitants est connue à travers les recensements de la population effectués dans la commune depuis 1793. Pour les communes de moins de 10 000 habitants, une enquête de recensement portant sur toute la population est réalisée tous les cinq ans, les populations de référence des années intermédiaires étant quant à elles estimées par interpolation ou extrapolation. Pour la commune, le premier recensement exhaustif entrant dans le cadre du nouveau dispositif a été réalisé en 2006.

En 2022, la commune comptait 961 habitants, en évolution de +6,78 % par rapport à 2016 (Orne : −3,21 %, France hors Mayotte : +2,11 %).
| 1793  | 1800  | 1806  | 1821  | 1831  | 1836  | 1841  | 1846  | 1851  |
| ----- | ----- | ----- | ----- | ----- | ----- | ----- | ----- | ----- |
| 3 684 | 3 222 | 4 153 | 3 801 | 4 240 | 4 089 | 4 049 | 3 900 | 3 843 |

| 1856  | 1861  | 1866  | 1872  | 1876  | 1881  | 1886  | 1891  | 1896  |
| ----- | ----- | ----- | ----- | ----- | ----- | ----- | ----- | ----- |
| 3 886 | 3 604 | 3 595 | 3 307 | 3 173 | 2 735 | 2 746 | 2 730 | 2 521 |

| 1901  | 1906  | 1911  | 1921  | 1926  | 1931  | 1936  | 1946  | 1954  |
| ----- | ----- | ----- | ----- | ----- | ----- | ----- | ----- | ----- |
| 2 506 | 2 391 | 2 153 | 1 641 | 1 557 | 1 536 | 1 537 | 1 453 | 1 271 |

| 1962  | 1968  | 1975 | 1982  | 1990  | 1999  | 2006  | 2011  | 2016 |
| ----- | ----- | ---- | ----- | ----- | ----- | ----- | ----- | ---- |
| 1 263 | 1 097 | 965  | 1 007 | 1 016 | 1 030 | 1 043 | 1 008 | 900  |

| 2021 | 2022 | - | - | - | - | - | - | - |
| ---- | ---- | - | - | - | - | - | - | - |
| 938  | 961  | - | - | - | - | - | - | - |

## Culture locale et patrimoine

### Lieux et monuments
La commune compte plusieurs édifices référencées aux Monuments historiques : 
- Église Notre-Dame, construite en 1682 par Louis Berruyer, contrôleur des Tailles sous Louis XIV  Inscrite MH (1984)[49],[50].
Elle est fermée au public en raison de son état[51].

- Les forges de Varenne  Inscrite MH (1987, partiellement)[52],[53], restructurées après leur achat en 1671 par Louis Berryer en même temps que le comté de La Ferrière. En 1789, la production s'élevait à 6 000 quintaux de fonte, 400 quintaux de fer en barre et 3 600 quintaux de fer de fenderie. Les installations sont transformées en 1806 par le comte de Redern et un four à puddler installé après 1844, par Catois. L’activité a cessé en 1866 et employait 124 ouvriers en 1808 puis environ 80 ouvriers en 1850.
Le site, constitué de trois ateliers de production de fer (haut fourneau, affinerie et fenderie)  a été restauré en 2022 et est l’ensemble le plus complet et le mieux conservé de forges à bois en Europe[54]

- Vieux Manoir des XIVe et XVIe siècles  Inscrit MH (1926)[55],[56] avec une tourelle encorbellée.

- Croix de l'ancien cimetière  Inscrite MH (1938)[57].

On peut également signaler : 
- Chapelle Notre-Dame-du-Bon-Secours[58], de 1863 au lieu-dit La Fourère, et restaurée par l'association des "Amis de la chapelle du Cerisier".

- Chapelle de la Pesnière[59], construite après 1832.

- Chapelle du Cerisier[60], rue Sébastien de Brossard, construitre en 1871.

- Enceinte quadrangulaire dans la forêt d'Andaines. Jean Boudesseul en dressa un plan daté du 23 mars 1939[56].

- Ancienne scierie Victor Cousin, au lieu-dit La Touche, datant de 1904 et spécialisée dans le travail du bois de sciage pour menuiseries, ébénisteries et charpentes et dans la fabrication de meubles. Elle employait 12 ouvriers vers 1913 ; 6 ouvriers en 1919 ; 28 employés en 1972 ; 22 employés en 1987[61].

- Ancienne briqueterie, au lieu-dit La Briqueterie, construite en 1864 pour Marc Barre, marchand de bois[62].

- Fromagerie industrielle, exploitée en 1963 par la S.A.R.L. Rigaud, qui produisait en 1972 avec en 1972 330 000 litres de lait journaliers 2 000 000 camemberts par an avec. 39 ouvriers[63].

### Champsecret dans les arts et la culture
Champsecret est citée dans le roman Le sentier de Daath, la porte mystérieuse du Mont-Saint-Michel, évoquant le pub bien réel Le Secret Knight comme point de départ de cette histoire. L'auteur, Bertrand Leroy, a d'ailleurs racheté le pub et organise au départ de ce dernier Le Sentier, pèlerinage vers le mont Saint-Michel tel que l'a parcouru le personnage du roman. Ce pub organise régulièrement des soirées thématiques, accueille des musiciens en scène ouverte et propose des expositions.

### Personnalités liées à la commune
- Jacques Thommeret (Champsecret, 1755 - 1794), prêtre jureur guillotiné à la Révolution.
- Gaston de La Touche,  né Marie Paul Gaston Chochon-Latouche (1854-1913), peintre, graveur, illustrateur et sculpteur français., a vécu à Champsecret.
- Charles Léandre (Champsecret, 1862 - 1934),  illustrateur, lithographe, caricaturiste, dessinateur, sculpteur et peintre français, fils du maire M. Léandre mort en 1868.
- Auguste-François Maunoury (Champsecret, 1811 - 1898), helléniste et exégète.
- Paul Masseron (1863-1933), agronome.
- Gilbert Louis (Champsecret, 1940 -), évêque catholique français, évêque de Châlons-en-Champagne de 1999 à 2015, puis évêque émérite